# The Enemy Within (Star Trek: The Original Series)
"The Enemy Within" é o quinto episódio da primeira temporada da série de ficção científica Star Trek, que foi ao ar em 6 de outubro de 1966.
O epísódio foi escrito por Richard Matheson e dirigido por Leo Penn.
No enredo, um problema do transporte divide o Capitão Kirk em duas versões dele mesmo, uma boa e outra má, porém nenhuma consegue funcionar separadamente por muito tempo.

## Enredo
Na data estelar 1672.1, a USS Enterprise está em uma missão de exploração geológica no planeta Alpha 177. O geólogo Fischer cai de um aterro e machuca sua mão. Ele é transportado imediatamente para a Enterprise para tratamento médico. Durante a subida, o transporte age de forma incomum e quase perte do técnico. Scotty imediatamente chega os equipamentos porém não encontra nada de errado. Ele apenas percebe uma poeira magnética cobrindo o uniforme de Fischer, mandando que ele seja descontaminado.
Pouco depois, o Capitão Kirk é transportado de volta para a nave. O transporte parece funcionar sem problemas, mas Kirk se sente desorientado. Scotty o leva para fora da sala, deixando-a vazia. Um momento depois, um segundo Capitão Kirk se materializa na plataforma e ninguém percebe sua chegada. Este Kirk é a "outra metade" da personalidade dividida de Kirk: uma manifestação física de suas qualidades ruins e mais egoístas.
A primeira coisa que o Kirk "perverso" faz é ir para a enfermaria, onde ele exige uma garrafa de conhaque sauriano do Dr. McCoy. McCoy não compreende esse repentino tom agressivo.
Na sala de transporte, Scotty transporta uma espécime de animal do grupo de desembarque, que parece um pequeno cão com um chifre. Dois "cachorros", todavia, chegam na plataforma do transporte. Um é extremamente feroz, enquanto o outro é tímido, porém ambos são fisicamente idênticos. Confirmando que o grupo de desembarque enviou apenas um animal para a nave, Scotty percebe que algo de errado aconteceu com o sistema do transporte. Ele é forçado a deixar o grupo de desembarque na superfície do planeta (incluindo o Tenente Sulu) até que ele verifique o que ocorreu.
Enquanto isso, o Kirk perverso, aparentemente bêbado e desorientado, entra nos aposentos da Ordenança Janice Rand. Quando ela chega, ele a agarra e a agride. Ela consegue lutar, arranhando seu rosto com suas unhas, e tenta escapar. Ela pede para Fischer chamar Spock porém o Kirk perverso incapacita Fischer antes dele poder fazer qualquer coisa. Simultaneamente, em outro lugar da nave, o Capitão Kirk bom começa a demonstrar sinais de confusão mental e indecisão, gradualmente perdendo sua habilidade de tomar decisões e dar ordens, o chamado "poder de comando".
O Kirk perverso rouba o faser de um tripulante, incapacitando-o também, e então se esconde nos níveis mais baixos da Enterprise. Antecipando seus movimentos, o Kirk bom encontra o Kirk perverso na Engenharia, com Spock incapacitando o último com um toque neural vulcano. Spock não sabe como prosseguir até observar que o Kirk perverso está mostrando sinais de fadiga, o que talvez possa indicar que ele está morrendo. Rapidamente ele conclui que ambos os Kirk não podem sobreviver separados. O tempo está correndo não apenas para os Kirks, mas também para o grupo de desembarque, cujos membros estão lentamente congelando até a morte na superfície de Alpha 177, cuja temperatura àquela altura já está em 75 °C negativos e continua caindo(segundo os registros da USS Enterprise, à noite a temperatura facilmente chega a 120 °C abaixo de zero no planeta, suficiente para matar um ser humano em segundos). Sulu e os demais tripulantes confinados ao planeta, porém, resistem bravamente às condições extremas, atirando com os fasers para esquentar as rochas e usando-as como aquecedores improvisados.
Scotty reporta que o ionizador da unidade do transporte está danificado e que normalmente iria se levar uma semana para consertá-lo; entretanto, ele e Spock criam uma conexão de energia com os motores de impulso da nave. Eles recobinam as duas criaturas-cachorro, porém ela morre como resultado da tensão. Não desistindo, Scotty continua a trabalhar no problema.
No meio tempo, o Kirk bom retira as amarras de seu oposto na enfermaria quando o Kirk perverso promete não lutar. Porém, é exatamente isso que ele faz: ele sobrepuja o Kirk bom e corre para a ponte, ordenando que a nave deixe a órbita de Alpha 177. O Kirk bom o segue e o confronta. O Kirk perverso logo desmaia por causa da tensão, e o Kirk bom o leva para a sala do transporte. Contando com a sorte, Spock desmaterializa os dois Kirks, e finalmente um único Kirk retorna. Demonstrando que seu poder de comando retornou, junto com sua inteligência e compaixão, suas primeiras palavras são: "Traga aqueles homens a bordo agora!" Os membros do grupo de desembarque são transportados. Apesar de uma grave exposição aos elementos e terem queimaduras de frio, o doutor McCoy constata que todos estão fora de perigo e vão sobreviver.

## Música
Este episódio é um dos únicos episódios para o qual uma trilha sonora completa foi composta, neste caso por Sol Kaplan. Jeff Bond nota que "Apesar dele ter escrito apenas duas trilhas para a série [a outra sendo para "The Doomsday Machine"], a música do compositor novaiorquino Sol Kaplan foi repedida inúmeras vezes nas duas primeiras temporadas do programa. 'The Enemy Within' é uma emocionante trilha intelectual, alternadamente supera com compaixão pelo sofrimento e destamento clínico de Kirk em experimentação melódica com a situação. A música agressiva e ameaçadora do 'Kirk perverso' fez grande contribuições ao ser reusada em outros episódios".

## Remasterização
"The Enemy Within" foi remasterizado em 2006 e foi ao ar em 26 de janeiro de 2008, como parte da remasterização completa da série original. Foi precedido na semana anterior por "Let That Be Your Last Battlefield" e sucedido da semana seguinte por "The Changeling". Além da remasterização de áudio e vídeo, e das animações computadorizadas da Enterprise que são padrão em todas as revisões, alterações específicas para o episódio incluem:
- O planeta Alpha 177 foi recriado digitalmente para parecer mais fotorealista.[2]

## Recepção
Zack Handlen da The A.V. Club deu ao episódio uma nota "A-", notando que apesar do último ato ser um pouco redundante, os outros prosseguem perfeitamente e ele descreveu a interpretação de William Shatner como a metade boa de Kirk como um "material muito sólido". Em 2009 a IGN fez sua lista dos 10 melhores episódios da série original, colocando "The Enemy Within" na sétima posição.